# Quichotte/Pergamon
Quichotte è il terzo album live del gruppo tedesco di musica elettronica Tangerine Dream, pubblicato originariamente nel 1980.

Il titolo Quichotte è ispirato da Don Chisciotte di Miguel de Cervantes, mentre Pergamon è un tributo al Pergamonmuseum della Berlino Est.

## Tracce

### Quichotte
1. Quichotte Part I - 23:33
2. Quichotte Part II - 22:30

### Pergamon
1. Quichotte Part I - 23:33
2. Quichotte Part II - 22:38

## Formazione
- Edgar Froese: sintetizzatori, tastiere, chitarra elettrica.
- Christopher Franke: sintetizzatori, tastiere, batteria, drum machine.
- Johannes Schmoelling: sintetizzatori, tastiere.

## Fonte
- http://www.voices-in-the-net.de/quichotte.htm
- http://www.voices-in-the-net.de/pergamon.htm